# Археологічні пам'ятки Закарпатської області
Перелік археологічних пам’яток Закарпатської області станом на 2010 рік.
| № п/п                 | Місцезнаходження пам'ятки                                                                                   | Найменування               | Епоха, до якої відноситься | Площа пам'ятника                         | Межі охоронної зони                   |
| --------------------- | --- | -------------------------- | --- | ---------------------------------------- | ------------------------------------- |
| БЕРЕГІВСЬКИЙ РАЙОН    | |                            | |                                          |                                       |
| 1                     | місто Берегово, урочище «Мала гора»                                                                         | стоянка                    | 40-13 тисячоріччя до н. е. | 250х190 м                                | 25 м навколо стоянки                  |
| 2                     | місто Берегово, напроти АЗС                                                                                 | стоянка                    | 30-20 тисячоріччя до н. е. | 180х240 м                                | н.в.                                  |
| 3                     | місто Берегово, у підніжжя Ардановської гори                                                                | поселення                  | перша чверть IV тисячоріччя до н. е.                                                                                           | 4,5 га                                   | 25 м навколо поселення                |
| 4                     | місто Берегово, урочище «Верке Мориц Лаз»                                                                   | поселення                  | II-IV сторіччя, V—VI сторіччя, IX-X сторіччя                                                                                   | 250х10 м                                 | н.в.                                  |
| 5                     | місто Берегово, урочище «Мала гора»                                                                         | поселення                  | VI-ІІІ сторіччя до н. е. | 110х70 м                                 | н.в.                                  |
| 6                     | село Велика Бакта, урочище «Боднокат»                                                                       | поселення                  | Х-VIII сторіччя до н. е. | площа не визначена                       | н.в.                                  |
| 7                     | село Велика Бакта, урочище «Сейпосунь домб»                                                                 | поселення                  | ІІ-І сторіччя до н. е. | 1,5 га                                   | н.в.                                  |
| 8                     | село Батрадь, північна околиця села                                                                         | поселення                  | І-ІІ сторіччя | 200х200 м                                | н.в.                                  |
| 9                     | село Бодолов, урочище"Торно"                                                                                | поселення                  | рубіж н. е. | 1,5 га                                   | н.в.                                  |
| 10                    | село Боржава, урочище «Корог»                                                                               | поселення                  | VII-XX сторіччя | 1 га                                     | н.в.                                  |
| 11                    | село Бодалов, урочище «Осок»                                                                                | багатошарове поселення     | XVIII-XIV сторіччя до н. е., III-IV сторіччя                                                                                   | 0,5 га                                   | 25 м навколо поселення                |
| 12                    | село Вари «Боржавський замок», південний схід від села, урочище «Городище»                                  | городище                   | кін. ІХ — поч. ХІ століть | 120х110 м                                | 50 м навколо городища                 |
| 13                    | село Велика Бегань, урочище «Беганьська гора»                                                               | стоянка                    | 30-20 тисячоріччя до н. е. | 320х240 м                                | 25 м навколо стоянки                  |
| 14                    | село Велика Бегань, урочище «Беганьська гора», на захід від села                                            | поселення                  | ІІІ чверть V тисячоріччя до н. е.                                                                                              | 1 га                                     | 25 м навколо поселення                |
| 15                    | село Верхні Ремети, урочище «Чорний мочар»                                                                  | поселення                  | ІІІ-І сторіччя до н. е. | 1,5 га                                   | н.в.                                  |
| 16                    | село Дідове, урочище «Товвар», південний захід від села                                                     | городище багатошарове      | IV-III тисячоріччя до н. е., рубіж III тисячоріччя, XI—VIII сторіччя до н. е., Х-ХІІ сторіччя                                  | земляний насип 3,2 м площа не визначена  | 50 м по кільцю навколо контурів валів |
| 17                    | село Дідове, урочище «Кар'єр»                                                                               | стоянка                    | 30-15 тисячоріччя до н. е. | 130х70 м                                 | робочий кар'єр                        |
| 18                    | село Дідове, південний схід околиці села                                                                    | поселення                  | VI-III сторіччя до н. е. | 70х200 м                                 | 25 м навколо поселення                |
| 19                    | село Дідове, урочище «Міц»                                                                                  | поселення                  | І сторіччя до н. е.-І сторіччя н. е., ІІІ-VI сторіччя                                                                          | 1 га                                     | н.в.                                  |
| 20                    | село Добросілля, урочище «Великий Келемен»                                                                  | стоянка                    | 20-15 тисячоріччя до н. е. | 270х150 м                                | н.в.                                  |
| 21                    | село Деренковець. урочище «Брумер»                                                                          | поселення                  | IV-III сторіччя до н. е., ІХ-ХІІ сторіччя                                                                                      | 2,5 га                                   | 25 м навколо поселення                |
| 22                    | село Деренковець, урочище «Під садом»                                                                       | поселення                  | XVII-XV сторіччя до н. е. | 0,34 га                                  | 25 м навколо поселення                |
| 23                    | село Деренковець, північно-східна околиця села                                                              | поселення                  | давньоруський час | 2 га                                     | н.в.                                  |
| 24                    | село Заставне, південно-західна околиця села, урочище «Мала Гора»                                           | поселення                  | VI-V тисячоріччя до н. е. | площа не визначена                       | 50 м навколо поселення                |
| 25                    | село Заставне, урочище «Ково домб»                                                                          | поселення багатошарове     | кінець V тисячоріччя поч. IV тисячоріччя, кінець IV тисячоріччя, I-IV сторіччя, XII—XIII сторіччя                              | 2 га                                     | 150 м від країв поселень              |
| 26                    | село Іванівка, урочище «Біля лісу»                                                                          | поселення                  | X-VIII сторіччя до н. е. | 0,3 га                                   | 25 м навколо поселення                |
| 27                    | с Іванівка, урочище «Оссу»                                                                                  | поселення                  | X-XI сторіччя | 250х40 м                                 | н.в.                                  |
| 28                    | село Іванівка, урочище «Одташов»                                                                            | поселення багатошарове     | V-IV сторіччя до н. е., рубіж н. е.,VI-VIII сторіччя                                                                           | 1 га                                     | н.в.                                  |
| 29                    | село Іванівка, на трасі трудопроводу                                                                        | поселення                  | IX-XI сторіччя | 50х40 м                                  | н.в.                                  |
| 30                    | село Квасово, урочище «Великий Яр»                                                                          | поселення                  | XVIII-XV сторіччя до н. е. | 100х140 м                                | н.в.                                  |
| 31                    | село Квасове, урочище «Кладовище»                                                                           | поселення                  | III-IV сторіччя |                                          | н.в.                                  |
| 32                    | село Квасове, урочище «Курья»                                                                               | поселення                  | сер. III тисячоріччя до н. е.                                                                                                  | 0,6 га                                   | н.в.                                  |
| 33                    | село Квасове, урочище Подлопошгедь                                                                          | поселення                  | ІІІ-IV сторіччя | площа не визначена                       | н.в.                                  |
| 34                    | село Лужанка, урочище «Ниреш»                                                                               | поселення                  | VIII-VII сторіччя | 0,4 га                                   | 25 м навколо поселення                |
| 35                    | село Лужанка-І, урочище «Ниреш»                                                                             | поселення                  | III-IV сторіччя н. е. | 3 га                                     | н.в.                                  |
| 36                    | село Мужієво, урочище"Кіш мезе"                                                                             | поселення                  | VX-IX сторіччя | 2 га                                     | н.в.                                  |
| 37                    | село Оросіеве, урочище «Едерьеш»                                                                            | поселення                  | ІІ-ІІІ сторіччя | 150-90 м                                 | н.в.                                  |
| 38                    | село Рафайлове, урочище «Беничке»                                                                           | поселення                  | ІІІ-IV сторіччя | 60х50 м                                  | н.в.                                  |
| 39                    | село Рафайлове, урочище «Кіш Хомок»                                                                         | поселення                  | сер. V тисячоріччя до н. е. | 1 — 1,5 га                               | 50 м навколо поселення                |
| 40                    | село Рафайлове, північна околиця села                                                                       | поселення                  | І-ІІ сторіччя | 200х300 м                                | 25 м навколо поселення                |
| 41                    | село Вузлове-І                                                                                              | поселення                  | І-ІІІ сторіччя | 1,3 га                                   | н.в.                                  |
| 42                    | село Вузлове-ІІ                                                                                             | поселення                  | ХІІІ-Х сторіччя до н. е. | 1,5 га                                   | н.в.                                  |
| 43                    | село Вузлове-ІІІ, північна околиця села                                                                     | поселення                  | ІІІ сторіччя | 2,5 га                                   | н.в.                                  |
| 44                    | село Чома, урочище «Фодортог»                                                                               | поселення                  | Х-ХІ сторіччя | 2 га                                     | н.в                                   |
| 45                    | місто Берегово, урочище «Чернолате»                                                                         | поселення                  | ХІІ-Х сторіччя до н. е. | площа не визначена                       | н.в.                                  |
| 46                    | місто Берегово, урочище «Кирайгид»                                                                          | поселення багатошарове     | ІІІ-IV, VIII-IX сторіччя | площа не визначена                       | н.в.                                  |
| 47                    | місто Берегово, урочище «Самбокош» (Дідове)                                                                 | поселення                  | Х-ХІ сторіччя | 0,5 га                                   | 25 м навколо поселення                |
| 48                    | село Іванівка, урочище «Чак»                                                                                | поселення                  | Х-ХІ сторіччя | 80х400 м                                 | н.в.                                  |
| 49                    | село Велика Бегань, урочище «Сигеталя»                                                                      | поселення                  | ІІ-І сторіччя до н. е. | 0,12 га                                  | н.в.                                  |
| 50                    | село Велика Бегань, урочище «Роужик»                                                                        | поселення                  | ІІ-І сторіччя до н. е. | площа не визначена                       | н.в.                                  |
| 51                    | село Велика Гараздівка                                                                                      | могильник                  | IV-VI сторіччя до н. е. |                                          | н.в.                                  |
| 52                    | село Дідове, урочище «Кіштелек»                                                                             | поселення                  | ІІІ тисячоріччя до н. е. |                                          | н.в.                                  |
| 53                    | село Дідове, урочище «Кіштелек»                                                                             | поселення                  | VI сторіччя |                                          | н.в.                                  |
| 54                    | село Заставне-І                                                                                             | стоянка                    | верхній палеоліт |                                          | н.в.                                  |
| 55                    | село Заставне-ІІ                                                                                            |                            | |                                          | н.в.                                  |
| 56                    | село Квасове, кар'єр кахельного цеху                                                                        | стоянка                    | верхній-нижній палеоліт |                                          | н.в.                                  |
| 57                    | село Квасове, урочище «Госсу Гедь»                                                                          | поселення                  | неоліт |                                          | н.в.                                  |
| 58                    | село Мужієво                                                                                                | стоянка                    | верхній палеоліт |                                          | н.в.                                  |
| 59                    | село Чома                                                                                                   | могильник                  | Х-ХІ сторіччя |                                          | н.в.                                  |
| ВИНОГРАДІВСЬКИЙ РАЙОН | |                            | |                                          |                                       |
| 60                    | місто Виноградів, урочище «Чорна Гора»                                                                      | стоянка                    | 30-20 тисячоріччя до н. е. | площа не визначена                       | н.в.                                  |
| 61                    | місто Виноградів, урочище «Котубейка-І»                                                                     | поселення                  | ХІІІ-ХІ сторіччя до н. е. | 2 га                                     | 25 м навколо поселення                |
| 62                    | місто Виноградів, урочище «Чорна Гора»                                                                      | поселення                  | X-VII сторіччя до н. е. | 50х30 м                                  | н.в.                                  |
| 63                    | місто Виноградів, урочище «Чорна Тоня»                                                                      | поселення                  | Х-ХІІ сторіччя | 0,5 га                                   | н.в.                                  |
| 64                    | місто Виноградів, урочище «Котубейка-ІІ»                                                                    | поселення                  | ІІ-І сторіччя до н. е. | 1,3 га                                   | н.в.                                  |
| 65                    | місто Виноградів, урочище «Ігрицьке поле»                                                                   | поселення                  | ІХ-Х сторіччя | 0,6 га                                   | н.в.                                  |
| 66                    | село Бобове урочище «Годай оня», «Дюна»                                                                     | поселення                  | кін. IV тисячоріччя до н. е., XIV-XII сторіччя до н. е.                                                                        | 2 га                                     | н.в.                                  |
| 67                    | село Бобове, урочище «Сад»                                                                                  | поселення                  | II-IV сторіччя, VIII—IX сторіччя                                                                                               | біля 3 га                                | н.в.                                  |
| 68                    | село Бобове, урочище"Корелодомб"                                                                            | поселення                  | ХІ-ІХ сторіччя до н. е. | 70х50 м                                  | н.в.                                  |
| 69                    | село Братове, урочище «Алерде»                                                                              | поселення                  | ІІІ-І сторіччя до н. е. IV тисячоріччя до н. е.                                                                                | 0,8 га                                   | н.в.                                  |
| 70                    | село Братове, урочище «Порто»                                                                               | поселення                  | ІІ-ІІІ, VIII—IX сторіччя | 5,3 га                                   | н.в.                                  |
| 71                    | село Братове, урочище «Донат Алерде»                                                                        | поселення                  | V-IV тисячоріччя до н. е. | біля 0,5 га                              | 50 м навколо поселення                |
| 72                    | село Братове, урочище «Кошани Лаз»                                                                          | поселення                  | V тисячоріччя до н. е., I—IV сторіччя                                                                                          | 1,5 га                                   | 25 м навколо поселення                |
| 73                    | село Братове, урочище «Гододитог»                                                                           | поселення                  | III-IV сторіччя | 350х250 м                                | н.в.                                  |
| 74                    | село Братове, урочище «Весетфолу»                                                                           | поселення                  | XII-XIV сторіччя | 2,5 га                                   | н.в                                   |
| 75                    | село ВеликіКом'яти                                                                                          | стоянка                    | верхній палеоліт | площа не визначена                       | н.в.                                  |
| 76                    | село Велика Паладь, урочище «Хомокбаня»                                                                     | поселення багатошарове     | V тисячоріччя до н. е., XIV-XII сторіччя до н. е., VIII-IX сторіччя                                                            | біля 10 га                               | 50 м навколо поселення                |
| 77                    | село Велика Паладь, урочище"Чипнеш"                                                                         | поселення                  | V-IV сторіччя до н. е. | 0,5 га                                   | 25 м навколо поселення                |
| 78                    | село Велика Паладь, урочище «Поучо»                                                                         | поселення                  | ХІІІ-ХІ сторіччя до н. е. | 3 га                                     | н.в.                                  |
| 79                    | смт. Вілок, урочище «Хутор Сілаші»                                                                          | поселення                  | ІІІ-ІІ сторіччядо н. е. | 0,7 га                                   | н.в.                                  |
| 80                    | село Вовчанське, урочище «Браунтог» (Бобове)                                                                | поселення багатошарове     | др. чверть ІІІ-ІІ тисячоріччя до н. е., ХІ-Х сторіччя до н. е., І-ІІ сторіччя                                                  | біля 2 га                                | н.в.                                  |
| 81                    | село Вербовець, урочище «Лап»                                                                               | поселення                  | IV тисячоріччя до н. е. | площа не визначена                       | н.в.                                  |
| 82                    | село Вербовець, урочище «Черсальня»                                                                         | поселення                  | V-IV тисячоріччя до н. е. | площа не визначена                       | н.в.                                  |
| 83                    | село Вербовець, урочище «Біля лісу»                                                                         | поселення                  | Х-ХІ сторіччя | 100х80 м                                 | 25 м навколо поселення                |
| 84                    | село Вербовець, урочище «Вердеш Патак»                                                                      | багатошарове поселення     | XIV-XI сторіччя до н. е., ІІІ-ІІ сторіччя до н. е.                                                                             | 1,5 га                                   | 25 м навколо поселення                |
| 85                    | село Гетеня, урочище «Поптог»                                                                               | поселення                  | ІІІ-IV сторіччя | біля 5,2 га                              | 50 м навколо поселення                |
| 86                    | село Горбки, урочище «Мочар»                                                                                | багатошарове поселення     | кін. І тисячоріччя до н. е. | площа не визначена                       | н.в.                                  |
| 87                    | село Затисівка,                                                                                             | багатошарове               | V тисячоріччя до н. е., | біля 3 га                                | 25 м навколо                          |
|                       | урочище «Біля груші»                                                                                        | поселення                  | X-VIII сторіччя до н. е., ІХ-Х сторіччя                                                                                        |                                          | поселення                             |
| 88                    | село Дівічне, урочище «Ордоньод»                                                                            | поселення                  | ІІ-IV сторіччя, ХІ-ХІІ сторіччя                                                                                                | 2 га                                     | н.в.                                  |
| 89                    | село Дякове, урочище «Мондичтог-Кіш»                                                                        | багатошарове поселення     | кін. V тисячоріччя до н. е., XIV-XII сторіччя до н. е., ІІ-І сторіччя до н. е.                                                 | біля 1 га                                | н.в.                                  |
| 90                    | село Дякове, урочище «Кіш Мезе»                                                                             | поселення багатошарове     | поч. ІІ пол. IV тисячоріччя до н. е., рубіж н. е.                                                                              | 1,5 га                                   | н.в.                                  |
| 91                    | село Дякове, урочище «Нодь Ерег»                                                                            | багатошарове поселення     | кін. V тисячоріччя до н. е., кін. І тисячоріччя до н. е.                                                                       | 10 га                                    | н.в.                                  |
| 92                    | село Дякове, урочище «Текереш»                                                                              | залізоробний центр         | І-ІІ сторіччя | 0,5 га                                   | н.в.                                  |
| 93                    | село Дякове, урочище «Вирагвар»                                                                             | багатошарове поселення     | |                                          | н.в.                                  |
| 94                    | село Дякове, урочище «Голомбдомб»                                                                           | поселення-виробничий центр | ІІ-І сторіччя до н. е. | 250х70 м                                 | н.в.                                  |
| 95                    | село Заболоття, урочище «Петеркетог»                                                                        | багатошарове поселення     | XIV-XII сторіччя до н. е., ІІІ-IV сторіччя, VII—VIII сторіччя                                                                  | 10 га                                    | 25 м навколо поселення                |
| 96                    | село Заболоття, урочище «Шомодитог»                                                                         | поселення                  | VII-VIII сторіччя | 60х70 м                                  | н.в.                                  |
| 97                    | село Королево, урочище «Сархедь»                                                                            | стоянка                    | 1 млн.-30 тисячоріччя до н. е.                                                                                                 | біля 2 га                                | 50 м навколо поселення                |
| 98                    | село Мала Копаня урочище «Городище»                                                                         | городище                   | І сторіччя до н. е.- І сторіччя н. е.                                                                                          | Вершина гори                             | 50 м від підніжжя гори і навкруги неї |
| 99                    | село Матвієве, урочище «Матіівське поле»                                                                    | поселення                  | ХІІІ-ХІІ сторіччя до н. е. | 1,5 га                                   | 25 м навколо поселення                |
| 100                   | село Матвієве, урочище «Лази» (Семердек)                                                                    | поселення                  | ІІ-ІІІ сторіччя н. е. | 0,5 га                                   | н.в.                                  |
| 101                   | село Матвієве, урочище «Лази»                                                                               | поселення                  | VIII-IX сторіччя | 150х50 м                                 | н.в.                                  |
| 102                   | село Нове Клінове, урочище «Голомбдомб»                                                                     | залізоробний центр         | ІІ-І сторіччя до н. е. | 25 кв.м.                                 | н.в.                                  |
| 103                   | село Нове Село, урочище «Мочкаш»                                                                            | поселення                  | ХІІІ-ХІ сторіччя до н. е. | 300х170 м                                | н.в.                                  |
| 104                   | село Нове Село, урочище «Легеле»                                                                            | поселення                  | ХІІІ-ХІ сторіччя до н. е. | площа не визначена                       | н.в.                                  |
| 105                   | село Олешник, урочище «Штефкове поле»                                                                       | багатошарове поселення     | Х-ІХ сторіччя до н. е., І-ІІ сторіччя до н. е., ІІ-IV сторіччя                                                                 | 4 га                                     | н.в.                                  |
| 106                   | село Олешник, урочище «Кругле поле»                                                                         | поселення                  | ХІІ-ХІ сторіччя до н. е. | 2 га                                     | н.в.                                  |
| 107                   | село Перехрестя, урочище «Фолументе»                                                                        | поселення                  | VIII-IX сторіччя | 1,5 га                                   | н.в.                                  |
| 108                   | село Перехрестя, урочище «Керестуське поле»                                                                 | поселення                  | Х-ХІІ сторіччя до н. е. | 0,5 га                                   | 25 м навколо поселення                |
| 109                   | село Перехрестя, урочище «Блоутог»                                                                          | багатошарове поселення     | ІІ-ІІІ сторіччя, VII—VIII сторіччя                                                                                             | 4 га                                     | н.в.                                  |
| 110                   | село Прехрестя, урочище «Бортотог»                                                                          | поселення                  | VIII-IX сторіччя | 0,5 га                                   | н.в.                                  |
| 111                   | село Перехрестя, урочище «Шампагоня»                                                                        | поселення                  | VIII-IX сторіччя | 0,7 га                                   | н.в.                                  |
| 112                   | село Петрове, урочище «Поптог»                                                                              | багатошарове поселення     | X-VIII сторіччя до н. е., І-ІІ сторіччя                                                                                        | 0,5 га                                   | н.в.                                  |
| 113                   | село Петрове, урочище «Чатов»                                                                               | багатошарове поселення     | V-IV тисячоріччя до н. е., XIV-XII сторіччя до н. е., Х-ХІ сторіччя                                                            | біля 0,5 га                              | н.в.                                  |
| 114                   | село Петрове, урочище «Ферма»                                                                               | багатошарове поселення     | ХІІІ-ХІ сторіччя до н. е., ІІІ-І сторіччя до н. е.                                                                             | 2 га                                     | н.в.                                  |
| 115                   | село Петрове, урочище «Лаз»                                                                                 | поселення                  | І-IV сторіччя | 16 га                                    | н.в.                                  |
| 116                   | село Підвиноградів, урочище «Біланів двір»                                                                  | поселення                  | V-IV тисячоріччя до н. е. | 1 га                                     | н.в.                                  |
| 117                   | село Підвиноградів, урочище «Гутманка»                                                                      | поселення                  | І тисячоріччя до н. е.- І сторіччян. е.                                                                                        | 0,5 га                                   | н.в.                                  |
| 118                   | село Підвиноградів, урочище «Фаркашеве поле»                                                                | поселення                  | XIV-XII сторіччя до н. е. | 5 га                                     | н.в.                                  |
| 119                   | село Сасове, урочище «Нярош»                                                                                | поселення                  | III-IV сторіччя | 250х50 м                                 | н.в.                                  |
| 120                   | село Сасове, урочище «Сухий Ботар»                                                                          | поселення                  | VI-IV сторіччя до н. е. | 4,5 га                                   | н.в.                                  |
| 121                   | село Старе-Клинове, урочище «Нодь Ярош»                                                                     | поселення                  | VIII-IX сторіччя | 160х70 м                                 | 25 м навколо поселення                |
| 122                   | село Текове, урочище «Фоглаш»                                                                               | поселення                  | ХІ-ХІІІ сторіччя | 50х30 м                                  | н.в.                                  |
| 123                   | село Текове, урочище «Мочар»                                                                                | поселення                  | XV-XII сторіччя до н. е. | 10 га                                    | н.в.                                  |
| 124                   | село Тросник, урочище «Керест Табло»                                                                        | поселення                  | VIII-IX сторіччя | 1 га                                     | н.в.                                  |
| 125                   | село Петрове, урочище «Хосаш»                                                                               | поселення                  | ХХ-ІХ сторіччя | 1 га                                     | н.в.                                  |
| 126                   | село Петрове, урочище «Чикоштов»                                                                            | поселення                  | VIII-IX сторіччя | 2,5 га                                   | н.в.                                  |
| 127                   | село Чепа, урочище «Фодоришотог»                                                                            | поселення                  | V-IV тисячоріччя до н. е. | 7 га                                     | н.в.                                  |
| 128                   | село Чепа, урочище «Весет фолу»                                                                             | поселення                  | ІІ-І сторіччя до н. е. | 100х40 м                                 | н.в.                                  |
| 129                   | село Чепа, урочище «Планкатоня»                                                                             | поселення                  | VII-VIII сторіччя | 0,5 га                                   | н.в.                                  |
| 130                   | село Чонкош (Нове Село), урочище «Мачкаш»                                                                   | багатошарове поселення     | III-IV сторіччя, VII—VIII сторіччя                                                                                             | 180х75 м                                 | н.в.                                  |
| 131                   | село Черная, урочище «Чертеж»                                                                               | багатошарове поселення     | XV-VIII сторіччя до н. е. II-І сторіччя до н. е.                                                                               | 0,2 га                                   | н.в.                                  |
| 132                   | село Черная, урочище «Плешка»                                                                               | стоянка                    | 200-100 тисячоріччя до н. е., 30-20 тисячоріччя до н. е.                                                                       | площа не визначена                       | 50 м навколо стоянки                  |
| 133                   | село Чорний Потік, урочище «Кіш Мезе»                                                                       | поселення                  | V-IV тисячоріччя до н. е. | 0,5 га                                   | 25 м навколо поселення                |
| 134                   | село Шаланки                                                                                                | стоянка                    | Верхніц палеоліт | площа не визначена                       | н.в.                                  |
| 135                   | село Шаланки, урочище «Великий ліс»                                                                         | поселення                  | ХІ-ІХ сторіччя до н. е. | 0,5 га                                   | 25 м навколо поселення                |
| 136                   | село Шаланки, урочище «Фізеш»                                                                               | поселення                  | Х-ХІІ сторіччя | 100х50 га                                | н.в.                                  |
| ІРШАВСЬКИЙ РАЙОН      | |                            | |                                          |                                       |
| 137                   | смт. Іршава, урочище «Стремутра»                                                                            | городище                   | VIII-VII сторіччя до н. е. | 8 га                                     | 50 м від країв городища, вирубати ліс |
| 138                   | смт. Іршава, урочище «Будулов»                                                                              | городище                   | ХІ-ХІІІ сторіччя | 65х65 м, земляний вал висотою 1,6 метрів | 50 м від краю валу                    |
| 139                   | смт. Іршава, південно-західна околиця                                                                       | поселення                  | IX-VIII сторіччя | біля 1 га                                | 25 м навколо поселення                |
| 140                   | село Арданове, урочище «Богослов»                                                                           | городище                   | VIII-VII сторіччя до н. е. | 3 га                                     | 50 м від країв валу                   |
| 141                   | село Білки, урочище «Городище»                                                                              | городище                   | ХІ-ХІІІ сторіччя | 500х300 м                                | 50 м навколо країв городища           |
| 142                   | село Богаревиця,                                                                                            | стоянка                    | верхній палеоліт | площа не визначена                       | н.в.                                  |
| 143                   | село Горбок, урочище «Мочар»                                                                                | поселення                  | IV-III сторіччя до н. е. | 1,5 га                                   | 25 м навколо поселення                |
| 144                   | село Кушниця, урочище «Ковачеве поле»                                                                       | поселення                  | ХІІІ-ХІІ сторіччя до н. е. | площа не визначена                       | н.в.                                  |
| 145                   | село Кам'янське                                                                                             | стоянка                    | верхній палеоліт | площа не визначена                       | н.в.                                  |
| 146                   | село Мідяниця, урочище «Долина»                                                                             | виробничий центр           | ІІІ-І сторіччя до н. е. | 0,3 га                                   | 25 м навколо поселення                |
| 147                   | село Сільце, урочище «Під Горою»                                                                            | поселення                  | XII-VIII сторіччя до н. е. | розміри не визначені                     | н.в.                                  |
| 147а                  | село Сільце                                                                                                 | стоянка                    | палеоліт |                                          | н.в.                                  |
| 148                   | село Осій, урочище «Чищаник»                                                                                | поселення                  | IV-III сторіччя до н. е. | 2,5 га                                   | 25 м навколо поселення                |
| 149                   | село Хмільник, урочище «Лази»                                                                               | поселення-виробничий центр | І сторіччя до н. е.- І сторіччя н. е.                                                                                          | 0,3 га                                   | н.в.                                  |
| МУКАЧІВСЬКИЙ РАЙОН    | |                            | |                                          |                                       |
| 150                   | село Баркасове, урочище «Нілеш»                                                                             | поселення                  | Х-ХІ сторіччя | 70х50 м                                  | н.в.                                  |
| 151                   | село Баркасове, урочище «Гержень»                                                                           | багатошарове поселення     | II-IV, VIII—IX, XI—XIII сторіччя                                                                                               | 3 га                                     | н.в.                                  |
| 152                   | село Баркасове, урочище «Надь Мезе»                                                                         | багатошарове поселення     | VI-IV сторіччя до н. е., І сторіччян. е.                                                                                       | площа не визначена                       | н.в.                                  |
| 153                   | село Дрисіна, урочище «Нодь Горонд»                                                                         | поселення                  | поч. ІІ тисячоріччя до н. е., І-ІІ сторіччя                                                                                    | 120х60 м                                 | 25 м навколо поселення                |
| 154                   | село Дрисіна, урочище «Мала Гора»                                                                           | поселення багатошарове     | ІІІ чв. V тисячоріччя до н. е., поч. І кін. IV тисячоріччя до н. е. ІІ-І сторіччя до н. е.                                     | 12 га                                    | н.в.                                  |
| 155                   | село Завидове                                                                                               | поселення багатошарове     | 30-12 тисячоріччя до н. е., IX-VIII сторіччя до н. е.                                                                          | 200х250 м                                | 25 м навколо поселення                |
| 156                   | село Іванівці, західна околиця села                                                                         | поселення                  | І-ІІІ сторіччя | 200х300 м                                | н.в.                                  |
| 157                   | село Ключарки, урочище «Під лісом»                                                                          | поселення                  | IX-VIII сторіччя до н. е. | 40х20 м                                  | н.в.                                  |
| 158                   | село Ключарки, урочище «Хрустів»                                                                            | поселення                  | IX-VIII сторіччя до н. е. | 150х50 м                                 | н.в.                                  |
| 159                   | село Клячанове, урочище «Обуч»                                                                              | поселення                  | ІІ-І сторіччя до н. е. | 2 га                                     | н.в.                                  |
| 160                   | село Клячанове, урочище «Під Обучем»                                                                        | двошарове поселення        | X-VIII сторіччя до н. е., VIII-X сторіччян. е.                                                                                 | 2 га                                     | н.в.                                  |
| 161                   | село Лохове, урочище «Виноградник»                                                                          | багатошарове поселення     | XIV-XII сторіччя до н. е., XI-IX сторіччя до н. е.                                                                             | площа не визначена                       | н.в.                                  |
| 162                   | село Медведівці, урочище «Бабинка»                                                                          | поселення                  | ІХ-Х сторіччя до н. е. | 1500 кв.м                                | 25 м навколо поселення                |
| 163                   | село Медведівці, урочище «Чорні землі»                                                                      | поселення                  | VIII-VII сторіччя до н. е. | площа не визначена                       | н.в.                                  |
| 164                   | село Обава, західна околиця села                                                                            | стоянка                    | 30-15 тисячоріччя до н. е. | 70х30 м                                  | 25 м навколо поселення                |
| 165                   | село Ракошин                                                                                                | поселення                  | VIII-IX сторіччя | 300х400 м                                | 25 м навколо поселення                |
| 166                   | село Ракошин, урочище «Єврейське кладовище»                                                                 | поселення                  | VIII-IX сторіччя | площа не визначена                       | н.в.                                  |
| 167                   | село Рівне, урочище «Бодоввийг»                                                                             | багатошарове поселення     | I-IV сторіччя, ІХ-Х сторіччя                                                                                                   | 2 га                                     | 25 м навколо поселення                |
| 168                   | село Рівне, урочище «Кіш Гид»                                                                               | поселення                  | I-IV сторіччя | 0,5 га                                   | 25 м навколо поселення                |
| 169                   | село Рівне, урочище «Кіш Мезе»                                                                              | багатошарове поселення     | др. чв. V тисячоріччя до н. е., сер. V тисячоріччя до н. е., XIV-XIII сторіччя до н. е., ІІ-І сторіччя до н. е., ІХ-Х сторіччя | 1,5 га                                   | 150 м навколо поселення               |
| 170                   | село Рівне, північно-західна околиця села                                                                   | багатошарове поселення     | II пол. V тисячоріччя до н. е., XIV-XIII сторіччя до н. е.                                                                     | 1 га                                     | 50 м навколо поселення                |
| 171                   | село Рівне, урочище «Нодь Мезе»                                                                             | поселення                  | ІІ пол. V тисячоріччя до н. е.                                                                                                 | 0,5 га                                   | н.в.                                  |
| 172                   | село Рівне, урочище «Чиквейс»                                                                               | багатошарове поселення     | V тисячоріччя до н. е., XIV-XIII сторіччя до н. е.                                                                             | 1 га                                     | 25 м навколо поселення                |
| 173                   | село Червене, урочище «Густяки»                                                                             | поселення                  | VII-IX сторіччя | 0,7 га                                   | н.в.                                  |
| ПЕРЕЧИНСЬКИЙ РАЙОН    | |                            | |                                          |                                       |
| 174                   | село Дубриничі                                                                                              | стоянка                    | верхній палеоліт | площа не визначена                       | н.в.                                  |
| РАХІВСЬКИЙ РАЙОН      | |                            | |                                          |                                       |
| 175                   | село Біла Церква                                                                                            | стоянка                    | 100-40 тисячоріччя до н. е. | схил гори, площа не визначена            | н.в.                                  |
| СВАЛЯВСЬКИЙ РАЙОН     | |                            | |                                          |                                       |
| 176                   | місто Свалява, урочище «Щоклановиця»                                                                        | стоянка                    | 30-12 тисячоріччя до н. е. | півн. схил гори, площа не визначена      | н.в.                                  |
| 177                   | село Ганьковиця, урочище «Дюколаз», «Грошовець»                                                             | стоянка                    | 30-15 тисячоріччя до н. е. | площа не визначена                       | н.в.                                  |
| ТЯЧІВСЬКИЙ РАЙОН      | |                            | |                                          |                                       |
| 178                   | село Діброва, урочище «Сади»                                                                                | стоянка                    | 100-40 тисячоріччя до н. е. |                                          | н.в.                                  |
| 179                   | село Біловарці                                                                                              | поселення                  | епоха бронзи | площа не визначена                       | н.в.                                  |
| 180                   | село Вільхівці-Лази, урочище «Городище»                                                                     | городище                   | ХІ-ХІІІ сторіччя | 380х180 м                                | 50 м від країв валу                   |
| 181                   | село Руське Поле, урочище «Капуна»                                                                          | городище                   | І-ІІ сторіччя | 150х170 м                                | н.в.                                  |
| 182                   | село Руське Поле                                                                                            | поселення                  | І сторіччя до н. е.- І сторіччян. е.                                                                                           | 0,8 га                                   | 25 м навколо поселення                |
| 183                   | смт. Солотвино, урочище «Четатя»                                                                            | городище                   | XVIII-XYII сторіччя до н. е., X-XII сторіччя                                                                                   | 64х60 м                                  | 50 м від країв валу                   |
| УЖГОРОДСЬКИЙ РАЙОН    | |                            | |                                          |                                       |
| 184                   | село Баранинці, урочище «Руня»                                                                              | багатошарове поселення     | XI-X сторіччя до н. е., III-IV сторіччя, IX—XI сторіччя                                                                        | 3 га                                     | 25 м навколо поселення                |
| 185                   | село Барвінок, північний схід від села                                                                      | стоянка                    | 13-8 тисячоріччя до н. е. | площа не визначена                       | н.в.                                  |
| 186                   | село Барвінок, північно-східний схил гори                                                                   | стоянка                    | 30-15 тисячоріччя до н. е. | площа не визначена                       | н.в.                                  |
| 187                   | село Велика Добронь, урочище «Золотий Горб»                                                                 | двошарове поселення        | ІІІ чв. V тисячоріччя до н. е. ХІІ-ХІІІ сторіччя                                                                               | 5 га                                     | 25 м навколо поселення                |
| 188                   | село Велика Добронь, урочище «Пацалаза»                                                                     | поселення                  | I-IV сторіччя | 1,5 га                                   | н.в.                                  |
| 189                   | село Велика Добронь, урочище «Бироврегез»                                                                   | поселення                  | VII-VIII сторіччя | 90х50 м                                  | н.в.                                  |
| 190                   | село Велика Добронь, урочище «Бироврегез»                                                                   | поселення                  | VIII-IX сторіччя | 0,7 га                                   | н.в.                                  |
| 191                   | село Великі Геєвці, урочище «Лужик»                                                                         | поселення                  | ХІІ-ХІ сторіччя до н. е. | 1,5 га                                   | н.в.                                  |
| 192                   | село Великі Геєвці, урочище «Патак Гат»                                                                     | поселення                  | VIII-IX сторіччя | 280х150 м                                | н.в.                                  |
| 193                   | село Великі Лази, між соковим заводом і автошляхом                                                          | поселення могильник        | кінець IV тисячоріччя до н. е., І чв. ІІІ тисячоріччя до н. е.                                                                 | 1,5 га                                   | н.в.                                  |
| 194                   | село Великі Лази, південна околиця села                                                                     | поселення                  | VII-VIII сторіччя | площа не визначена                       | н.в.                                  |
| 195                   | село Галоч, урочище «Біле Поле»                                                                             | поселення                  | VI cт. | 150х120 м                                | н.в.                                  |
| 196                   | село Глибоке, південно-західна околиця                                                                      | поселення                  | VIII-IX сторіччя | 0,5 га                                   | 25 м навколо поселення                |
| 197                   | село Кам'яниця, урочище «Високий берег»                                                                     | стоянка                    | VIII-VII тисячоріччя до н. е.                                                                                                  | 80х200 м                                 | 25 м навколо стоянки                  |
| 198                   | село Кам'яниця, урочище «Скалка»                                                                            | поселення                  | VII-XII сторіччя | 1 га                                     | 25 м навколо поселення                |
| 199                   | село Кінчеш, урочище «Пашков»                                                                               | поселення                  | VI-IV сторіччя до н. е. | 2,5 га                                   | 25 м навколо поселення                |
| 200                   | село Коритняни, північна околиця села                                                                       | поселення                  | епоха бронзи | площа не встановлена                     | н.в.                                  |
| 201                   | село Коритняни, урочище «Іртеш»                                                                             | поселення                  | VIII-IX сторіччя | 2 га                                     | 25 м навколо поселення                |
| 202                   | село Коритняни, урочище «Галагу»                                                                            | поселення                  | І-ІІ сторіччя | 3 га                                     | н.в.                                  |
| 203                   | село Коритняни, урочище «Лонг»                                                                              | поселення                  | ІІІ-IV сторіччя | 1,5 га                                   | н.в.                                  |
| 204                   | село М.Геєвці, урочище «Егрус»                                                                              | поселення                  | ІІІ-IV сторіччя | 3 га                                     | н.в.                                  |
| 205                   | село М.Геєвці, урочище «Рудоштейт»                                                                          | поселення                  | Х-VIII сторіччя до н. е. | 1,5 га                                   | н.в.                                  |
| 206                   | село М.Геєвці, урочище «Староречьє»                                                                         | поселення                  | VI-III сторіччя до н. е. | 350х100 м                                | н.в.                                  |
| 207                   | село М.Геєвці,                                                                                              | багатошарове               | кін. V тисячоріччя до н. е.,                                                                                                   | 1 — 1,5 га                               | 50 м навколо                          |
|                       | урочище «Дейнеш Егрі»                                                                                       | поселення                  | кін. IV тисячоріччя до н. е., поч. ІІІ тисячоріччя до н. е., сер. ІІІ тисячоріччя до н. е.                                     |                                          | поселення                             |
| 208                   | село М.Геєвці, урочище «Селешдомб»                                                                          | поселення                  | І сторіччя до н. е. — І сторіччян. е.                                                                                          | 0,5 га                                   | н.в.                                  |
| 209                   | село М.Геєвці, урочище «Шаркань»                                                                            | багатошарове поселення     | XIV-XII сторіччя до н. е. | 3,5 га                                   | 50 м навколо поселення                |
| 210                   | село М.Геєвці, урочище «Ферма»                                                                              | поселення                  | VI-IV сторіччя до н. е. | 4 га                                     | н.в.                                  |
| 211                   | село М.Добронь, урочище «Ферма»                                                                             | поселення                  | ІІІ тисячоріччя до н. е. | 1 га                                     | н.в.                                  |
| 212                   | село Оноківці                                                                                               | стоянка                    | верхній палеоліт | площа не визначена                       | н.в.                                  |
| 213                   | село Оноківці, урочище «Табла»                                                                              | поселення                  | VIII-VI сторіччя до н. е. | площа не визначена                       | н.в.                                  |
| 214                   | село Оріховиця, урочище «Валащинець»                                                                        | багатошарове поселення     | кін. V тисячоріччя до н. е., X-VIII сторіччя до н. е., VIII-IX сторіччя до н. е.                                               | 1,5 га                                   | 25 м навколо поселення                |
| 215                   | село Павлове, урочище «Лука Хаза»                                                                           | поселення                  | VIII-IX сторіччя | площа не визначена                       | н.в.                                  |
| 216                   | село Комарівці, урочище «Равасюк»                                                                           | поселення                  | VI-IV сторіччя до н. е., IX-X сторіччя                                                                                         | 500х250 м                                | 25 м навколо поселення                |
| 217                   | село Комарівці, урочище «Рускі»                                                                             | поселення                  | III-IV сторіччя | 2 га                                     | н.в.                                  |
| 218                   | село Пацканеве, урочище «Могилки»                                                                           | багатошарове поселення     | XIII-XII сторіччя до н. е., VI-IV сторіччя до н. е., І-ІІІ сторіччя                                                            | 3,5 — 4 га                               | н.в.                                  |
| 219                   | село Пацканеве, урочище «Кучава»                                                                            | поселення-виробничий центр | ІІ-І сторіччя до н. е. | 70х50 м                                  | н.в.                                  |
| 220                   | село Підгорб, ліва сторона дороги Барвінок-Підгорб, урочище «Береги»                                        | поселення                  | 1-10 сторіччя | 0,5 га                                   | н.в.                                  |
| 221                   | село Ратівці, 1,5 км на північ від села                                                                     | поселення                  | IV-III сторіччя до н. е. | площа не визначена                       | н.в.                                  |
| 222                   | село Ратівці, урочище «Чонкош Мезев»                                                                        | поселення                  | І сторіччя до н. е.- І сторіччян. е.                                                                                           | 1,5 га                                   | 25 м навколо поселення                |
| 223                   | село Ратівці, північний схід від тваринницьких ферм                                                         | поселення                  | І-ІІ сторіччян. е., VIII—IX сторіччя                                                                                           | 150х100 м                                | н.в.                                  |
| 224                   | село Солонці, урочище «Ковач Сене»                                                                          | поселення                  | III-IV сторіччя | 3 га                                     | н.в.                                  |
| 225                   | село Солонці, урочище «Тог»                                                                                 | поселення                  | ІХ-Х сторіччя | 70х50 м                                  | 25 м навколо поселення                |
| 226                   | село Солонці, урочище «Дийнеш»                                                                              | поселення                  | ІХ-Х сторіччя | 600х50 м                                 | н.в.                                  |
| 227                   | смт. Середнє, південна околиця                                                                              | багатошарове поселення     | IV тисячоріччя до н. е., І-ІІ сторіччя до н. е., Х-ХІ сторіччя                                                                 | 3,5 га                                   | н.в.                                  |
| 228                   | смт. Середнє, урочище «Панські Лази»                                                                        | поселення                  | ІІ пол. V тисячоріччя до н. е., I-IV сторіччя                                                                                  | 1 га                                     | н.в.                                  |
| 229                   | село Сторожниця, урочище «Тарнівське поле»                                                                  | поселення                  | VIII-IX сторіччя | 100х75 м                                 | н.в.                                  |
| 230                   | село Сторожниця, урочище «Чонкош»                                                                           | поселення                  | VIII-VI сторіччя до н. е. | 100х80 м                                 | н.в.                                  |
| 231                   | село Струмківка, урочище «Колгоспний сад»                                                                   | поселення                  | VIII-IX сторіччя | 200х750 м                                | н.в.                                  |
| 232                   | село Струмківка, урочище «Лаз»                                                                              | поселення                  | I-IV сторіччя | 1 га                                     | н.в.                                  |
| 233                   | село Струмківка, урочище «Свиноферма»                                                                       | поселення                  | ІІ-ІІІ сторіччя | 60х40 м                                  | н.в.                                  |
| 234                   | село Тарнівці, урочище «Дюна»                                                                               | багатошарове поселення     | V тисячоріччя до н. е., I-IV сторіччя                                                                                          | 1 га                                     | н.в.                                  |
| 235                   | село Холмок, урочище «Дичкеш і Форкаш»                                                                      | поселення                  | VII-IX сторіччя | 3 га                                     | н.в.                                  |
| 236                   | село Холмок, урочище «Під обучем»                                                                           | поселення багатошарове     | н.в. |                                          | н.в.                                  |
| 237                   | село Холмці, урочище «Каран»                                                                                | поселення                  | осторіччя чв.V тисячоріччя до н. е.                                                                                            | 3 га                                     | 25 м навколо поселення                |
| 238                   | село Часлівці, урочище «Ніреш»                                                                              | поселення                  | ХІІІ-ХІ сторіччя до н. е., VII-IX сторіччя                                                                                     | 2 га                                     | н.в.                                  |
| 239                   | село Часлівці, урочище «Теметевшов»                                                                         | поселення                  | датування не відоме, пізня бронза                                                                                              | 2 га                                     | н.в.                                  |
| ХУСТСЬКИЙ РАЙОН       | |                            | |                                          |                                       |
| 240                   | місто Хуст, урочище «Дуброво»                                                                               | поселення                  | VIII-V сторіччя до н. е. | 1,4 га                                   | 25 м навколо поселення                |
| 241                   | місто Хуст, урочище «Червона горка»                                                                         | стоянка                    | 40-13 тисячоріччя до н. е. | 120х90 м                                 | 25 м навколо стоянки                  |
| 242                   | смт. Вишково, урочище «Гора»                                                                                | городище                   | ХІ-ХІІІ сторіччя | 308х250 м                                | 25 м навколо ровів городища           |
| 243                   | село Липча                                                                                                  | стоянка                    | верхній палеоліт | площа не визначена                       | 25 м від ровів стоянки                |
| 244                   | село Рокосово                                                                                               | стоянка                    | верхній палеоліт |                                          | н.в.                                  |
| 245                   | село Шаян                                                                                                   | стоянка                    | верхній палеоліт |                                          | н.в.                                  |
| місто Ужгород         | |                            | |                                          |                                       |
| 246                   | місто Ужгород, Замкова гора                                                                                 | стоянка                    | 40-13 тисячоріччя до н. е. | 0,5 га                                   | 25 м навколо стоянки                  |
| 247                   | місто Ужгород — Горяни: урочище «Ротонда»                                                                   | городище                   | ХІ-ХІІІ сторіччя | 2 га                                     | 25 м від ровів городища               |
| 248                   | місто Ужгород — Горяни: урочище «Ротонда»                                                                   | групова могила             | ХІ-ХІІ сторіччя | 10х8 м                                   | 50 м навколо могили                   |
| 249                   | місто Ужгород — Горяни, ліва сторона дороги Горяни — Циганівці                                              | стоянка                    | 100-40 тисячоріччя до н. е. | 100х60 м                                 | 25 м навколо стоянки                  |
| 250                   | місто Ужгород — Горяни, урочище"Загумени"                                                                   | поселення                  | VIII-VII сторіччя до н. е. | 2,5 га                                   | 25 м навколо поселення                |
| 251                   | місто Ужгород — Горяни                                                                                      | поселення багатошарове     | VI-IV сторіччя до н. е. | 1,5 га                                   | н.в.                                  |
| 252                   | місто Ужгород — Радванка-І                                                                                  | стоянка                    | верхній палеоліт | площа не визначена                       | н.в.                                  |
| 253                   | місто Ужгород — Радванка-ІІ                                                                                 | стоянка                    | верхній палеоліт | площа не визначена                       | н.в.                                  |
| 254                   | місто Ужгород — Доманинці, урочище «Млакі»                                                                  | багатошарове поселення     | VIII-VI сторіччя до н. е., ІІ-І сторіччя                                                                                       | 1,5 га                                   | 25 м навколо поселення                |
| 255                   | місто Ужгород — Доманинці, урочище «Млакі», північна околиця села                                           | поселення                  | неоліт | 1,5 га                                   | н.в.                                  |
| 256                   | місто Ужгород — Дравці, урочище «Парцелли»                                                                  | поселення                  | ХІІІ-ХІ сторіччя до н. е. | 0,5 га                                   | н.в.                                  |
| 257                   | місто Ужгород — Дравці (район газонапірної станції)                                                         | багатошарове поселення     | ІІ пол. V тисячоріччя до н. е., Х-ХІІІ сторіччя до н. е.                                                                       | 1 га                                     | н.в.                                  |
| 258                   | місто Ужгород — Дравці, урочище «Табла-Парцелли-Грунт»                                                      | поселення                  | кін. ІІІ — осторіччячв.V тисячоріччя до н. е., ХІ-Х сторіччя до н. е.                                                          | 6 га                                     | н.в.                                  |
| місто Мукачево        | |                            | |                                          |                                       |
| 259                   | місто Мукачево, урочище «Сороча Гора»                                                                       | городище                   | ХІ-ХІІІ сторіччя | 180х120 м                                | 25 м навколо контурів валу            |
| 260                   | місто Мукачево, урочище «Галіш і Ловачка»                                                                   | стоянка                    | 100-40 тисячоріччя до н. е. | 120х80 м                                 | 25 м навколо стоянки                  |
| 261                   | місто Мукачево, урочище «Червона горка»                                                                     | стоянка                    | 30-20 тисячоріччя до н. е. | 170х90 м                                 | н.в.                                  |
| 262                   | місто Мукачево, урочище «Чернечна Гора»                                                                     | стоянка                    | 30-15 тисячоріччя до н. е. | 1800х400 м                               | н.в.                                  |
| 263                   | місто Мукачево, урочище «Гора Кам'янка»                                                                     | поселення                  | 4-3 тисячоріччя до н. е. | 2 га                                     | 25 м навколо поселення                |
| 264                   | місто Мукачево, урочище «Галіш і Ловачка»                                                                   | поселення-виробничий центр | ІІІ-І сторіччя до н. е. | площа не визначена                       | 50 м від виходів культурного шару     |
| 265                   | місто Мукачево, урочище «Підгоряни»                                                                         | могильник                  | епоха бронзи |                                          | н.в.                                  |
| 266                   | місто Мукачево, Павлова Гора                                                                                | стоянка                    | верхній палеоліт | площа не визначена                       | н.в.                                  |
| БЕРЕГІВСЬКИЙ РАЙОН    | |                            | |                                          |                                       |
| 267                   | село Мужієво, урочище «Горб»                                                                                | поселення                  | V-IV сторіччя до н. е. | 0,45 га                                  | 25 м навколо поселення                |
| ТЯЧІВСЬКИЙ РАЙОН      | |                            | |                                          |                                       |
| 268                   | Тячівський район, Карпатський заповідник, 3 км від с. Велика Уголька, південний схил гори «Молочний камінь» | печерна стоянка            | XIV тисячоріччя до н. е. | площа не визначена                       | 10 м навколо входу в печеру           |

## Додаток
Додаток до переліку археологічних пам'яток, що надійшли від органів влади Закарпатської області пізніше.
| № п/п                           | Місцезнаходження пам'ятки                                                  | Найменування пам'ятки             | Епоха, до якої відноситься                                                                         | Площа, пам'ятника (діаметр)               | Охоронна зона пам'ятки           |
| Могильники                      |                                                                            |                                   | |                                           |                                  |
| БЕРЕГІВСЬКИЙ РАЙОН              |                                                                            |                                   | |                                           |                                  |
| 1                               | село Береги, урочище «Лігет»                                               | курганна група                    | VI-III сторіччя до н. е.                                                                           | площа не визначена                        | 5 м від ровиків                  |
|                                 |                                                                            | (4 кургани)                       | |                                           | крайніх курганів                 |
| 2                               | село Береги, урочище «Рибник»                                              | курганна група                    | датування не відоме                                                                                | 40 м                                      | н.в.                             |
|                                 |                                                                            | (2 кургани)                       | |                                           |                                  |
| 3                               | село Батрадь, урочище «Горкодомб»,                                         | курганний                         | 20-40 м                                                                                            | н.в.                                      |                                  |
|                                 | східна околиця села,                                                       | могильник                         | поч. ІІ тисячоріччя до н. е.                                                                       |                                           |                                  |
|                                 | 1,5 км від тваринницької ферми                                             | (3 кургани)                       | |                                           |                                  |
| 4                               | село Каштанове, північна околиця села                                      | курган                            | кін. ІІІ тисячоріччя до н. е.                                                                      | 20 м                                      | 5 м навколо кургану              |
| ВИНОГРАДІВСЬКИЙ РАЙОН           |                                                                            |                                   | |                                           |                                  |
| 5                               | село Боржавське, ліва і права сторони дороги Боржавське-Широке             | курганний могильник (7 курганів)  | датування невідоме                                                                                 | 8,5 — 15 м                                | 5 м від ровиків крайніх курганів |
| ІРШАВСЬКИЙ РАЙОН                |                                                                            |                                   | |                                           |                                  |
| 6                               | село Білки, урочище «Під городищем»                                        | курганний могильник (4 кургани)   | | 0,5 га, діаметр 18 — 20 м                 | н.в.                             |
| 7                               | село Брід, урочище «Ферма», з правої сторони шляху на с. Чорний Потік      | курган                            | | 40 м                                      | 5 м навколо кургану              |
| 8                               | село Дунковиця, східна околиця села, 1 км від ферми                        | курганний могильник               | | 10 — 18 м                                 | 5 м від ровиків крайніх курганів |
| 9                               | село Мідяниця, урочище «Попів тог»                                         | курганний могильник (2 кургани)   | IV-VI сторіччя до н. е.                                                                            | кург. № 2 — 12 м Кург. № 1 — 20 м         | 5 м від ровиків країв курганів   |
| МУКАЧІВСЬКИЙ РАЙОН              |                                                                            |                                   | |                                           |                                  |
| 10                              | село Завидове, права сторона дороги Завидове-Залужжя                       | курган                            | датування невідоме                                                                                 | 12 м                                      | 5 м навколо кургану              |
| 11                              | село Залужжя                                                               | курганна група (5 курганів)       | | Діаметр 24 — 30 м, висота 0,4 — 0,8 м     | 5 м від ровиків крайніх курганів |
| 12                              | село Зняцеве, ліва сторона поточка Мертвецький                             | курганний могильник (91 курган)   | | 6 — 13 м                                  | н.в.                             |
| 13                              | село Кольчине (Нове Село), схил Малої гори                                 | курганний могильник (12 курганів) | VI-IV сторіччя до н. е.                                                                            | 6 — 8 м                                   | н.в.                             |
| 14                              | село Клячанове, урочище «Обуч»                                             | курган                            | датування невідоме                                                                                 | 20 м                                      | 5 м навколокургану               |
| 15                              | село Кучава, урочище «Берег»                                               | курган                            | | 7 м                                       | н.в.                             |
| 16                              | село Лавки                                                                 | курган                            | VI-IV сторіччя до н. е.                                                                            | площа не визначена                        | н.в.                             |
| 17                              | село Н.Коропець (над глиняним кар'єром)                                    | курганна група (5 курганів)       | датування невідоме                                                                                 | 9 — 12 м                                  | 5 м від ровиків крайніх курганів |
| 18                              | село Чомонін                                                               | курганний могильник (5 курганів)  | епоха пізньої бронзи                                                                               | площа не визначена                        | н.в.                             |
| УЖГОРОДСЬКИЙ РАЙОН              |                                                                            |                                   | |                                           |                                  |
| 19                              | село Вовкове, урочище «Виноградник»                                        | курган                            | датування невідоме                                                                                 | 18х16 м                                   | 5 м навколо кургану              |
| 20                              | село Андріївка, ліва сторона автодороги Середнє — Андріївка                | курганний могильник               | датування невідоме                                                                                 | 18х20 м                                   | 5 м від ровиків крайніх курганів |
| 21                              | село Пацканьове, північно-східна околиця села, права сторона річка Кучавка | курган                            | ІІ-ІІІ сторіччя н. е.                                                                              | 15 м                                      | 5 м навколо кургану              |
| місто Мукачево                  |                                                                            |                                   | |                                           |                                  |
| 22                              | місто Мукачево, Мала Гора                                                  | курган                            | І-ІІ сторіччя н. е.                                                                                | 50 м                                      | 50 м навколо кургану             |
| Поселення                       |                                                                            |                                   | |                                           |                                  |
| БЕРЕГІВСЬКИЙ РАЙОН              |                                                                            |                                   | |                                           |                                  |
| 23                              | село Заставне, урочище «Ково домб»                                         | багатошарове поселення            | кін.V тисячоріччя, поч.IV тисячоріччя, кін. IV тисячоріччя, I—IV сторіччя н. е., ХІІ-ХІІІ сторіччя | 1,5 га                                    | 25 м навколо поселення           |
| МУКАЧІВСЬКИЙ-БЕРЕГІВСЬКИЙ РАЙОН |                                                                            |                                   | |                                           |                                  |
| 24                              | село Рівне, урочище «Кіш Мезе»                                             | багатошарове поселення            | др.чв. V тисячоріччя до н. е., сер. V тисячоріччя до н. е.,                                        | загальна площа 1,5 га, до зняття — 0,7 га | 150 м навколо ділянки            |
|                                 | село Свобода                                                               |                                   | XIV-XIII сторіччя до н. е., ІІ-І сторіччя до н. е., ІХ-Х сторіччян. е.                             |                                           |                                  |